# Atencuapa
Atencuapa är en ort i Mexiko.   Den ligger i kommunen Atlapexco och delstaten Hidalgo, i den sydöstra delen av landet, 190 km norr om huvudstaden Mexico City. Atencuapa ligger 199 meter över havet och antalet invånare är 337.
Terrängen runt Atencuapa är kuperad. Runt Atencuapa är det ganska tätbefolkat, med 96 invånare per kvadratkilometer. Närmaste större samhälle är Huejutla de Reyes, 11,2 km norr om Atencuapa. I omgivningarna runt Atencuapa växer i huvudsak städsegrön lövskog.